# Station Zagórz
Station Zagórz is een spoorwegstation in de Poolse plaats Zagórz.